# Landelijke intocht van Sinterklaas
De landelijke intocht van Sinterklaas is een jaarlijks rechtstreeks op de televisie uitgezonden verslag van de aankomst van Sinterklaas in Nederland.
Oorspronkelijk werd de intocht in de tweede helft van november gehouden. Om commerciële redenen werd dit in 1994 vervroegd naar de zaterdag tussen 10 en 16 november. Tegenwoordig wordt de intocht gehouden op de eerste zaterdag na Sint-Maarten, die tussen 12 en 18 november valt.
Aanvankelijk was de begintijd in de middag (begin tussen 13:30 en 14:30 uur), gaandeweg werd dit vervroegd. Vanaf 1979 werd de vaste begintijd 12:00 uur. Tot en met 1985 duurden de uitzendingen doorgaans een uur, in 1986 werden ze in duur verlengd naar 70 à 95 minuten. Tegenwoordig duren de uitzendingen meestal 75 minuten (12:00-13:15 uur), soms met enige uitloop. De uitzendingen werden verzorgd door de NTS, vanaf 1969 door de NOS, vanaf 1995 door de NPS en vanaf 2010 door de NTR. Vanaf 2001 wordt de intocht dubbel uitgezonden: op de vaste zender NPO 3, en met doventolk op NPO 2 (2001-2005), NPO 1 (2006-2010), Zappelin 24 (2011-2013), NPO Zappelin Extra (2014-2021) en NPO 1 extra (2022-heden).
Sinds 2023 is er ook tegelijk een uitzending met audiodescriptie op NPO 2 extra (2023-heden).
Vanaf 2002 wordt de intocht geïntegreerd in het Sinterklaasjournaal. Vanaf 2024 is de presentatie in handen van Merel Westrik, de verslaggeving ter plekke wordt vanaf 2025 verzorgd door Stephanie van Eer.

## Uitzending
De intocht wordt vanaf 1952 jaarlijks uitgezonden op de nationale televisie op een zaterdagmiddag in november. De eerste intocht op 22 november 1952 was een verslag van de intocht van Sinterklaas in Amsterdam. Tot en met 1963 is het elk jaar in Amsterdam gehouden (met uitzondering van 1960, Rotterdam). Sindsdien wisselen de locaties van de televisieopname jaarlijks. Gemeenten kunnen zich hiervoor inschrijven, waarna de publieke omroep uiteindelijk de keuze bepaalt en een deel van de organisatie op zich neemt. In april, mei of juni wordt uiteindelijk bekendgemaakt waar Sinterklaas met zijn Pieten zal aankomen. De intocht van 1985 was de eerste in een binnenhaven; voordien waren de intochten in zeehavens gehouden.
In 2019 werd er op televisie vanuit het Spoorwegmuseum (Utrecht) een speciale uittocht van Sinterklaas georganiseerd met de titel 'Heerlijk avondje voor Sinterklaas'. Diverse bekende Nederlanders traden er op en er was een programma met een quiz, spelletjes en muzikale bijdragen, waaronder Het Utrechtse kinderkoor. Die avond vertrok Sinterklaas per trein vanuit het Spoorwegmuseum 'naar Spanje'. Ook werd er voor het eerst bij die gelegenheid het nieuwe Sinterklaaslied 'in December geloof ik alles' ten gehore gebracht. De presentatie was in handen van de Hoofdpiet en Dieuwertje Blok.

## Uitzending in coronatijdperk
In 2020 en 2021 werd de intocht aangepast vanwege de coronacrisis. Hij werd in deze jaren niet rechtstreeks uitgezonden, maar van tevoren opgenomen. In 2020 meerde de Sint met zijn stoomboot in Elburg aan. Er was geen publiek bij aanwezig. De plaatsnaam werd in de uitzending niet bekendgemaakt om te voorkomen dat belangstellenden alsnog erop af zouden komen. Tijdens de uitzending werd namelijk de suggestie gewekt dat de tv-uitzending rechtstreeks was. Ook maakte de Sint geen rondrit door de stad, maar ging hij gelijk naar het 'Grote Pietenhuis', dat in Paleis Soestdijk was ingericht, om daar een defilé af te nemen van kinderen uit verscheidene plaatsen die vergezeld werden door hun burgemeester.
Ook in 2021 vond de gehele intocht plaats in en rond Paleis Soestdijk. Ook dat jaar werd de plaatsnaam in de uitzending niet bekendgemaakt om te voorkomen dat er publiek af zou komen op de intocht. De Sint was al eerder in Nederland aangekomen om de taak van de Luisterpiet over te nemen. Daarna nam hij net als in 2020 bij Paleis Soestdijk het defilé af. De stoomboot meerde ondertussen aan in de haven van Spakenburg, met alleen Pieten en natuurlijk alle cadeaus. Hiermee was dit het eerste jaar waarin de stoomboot zonder Sinterklaas aanmeerde.

## De stoomboot

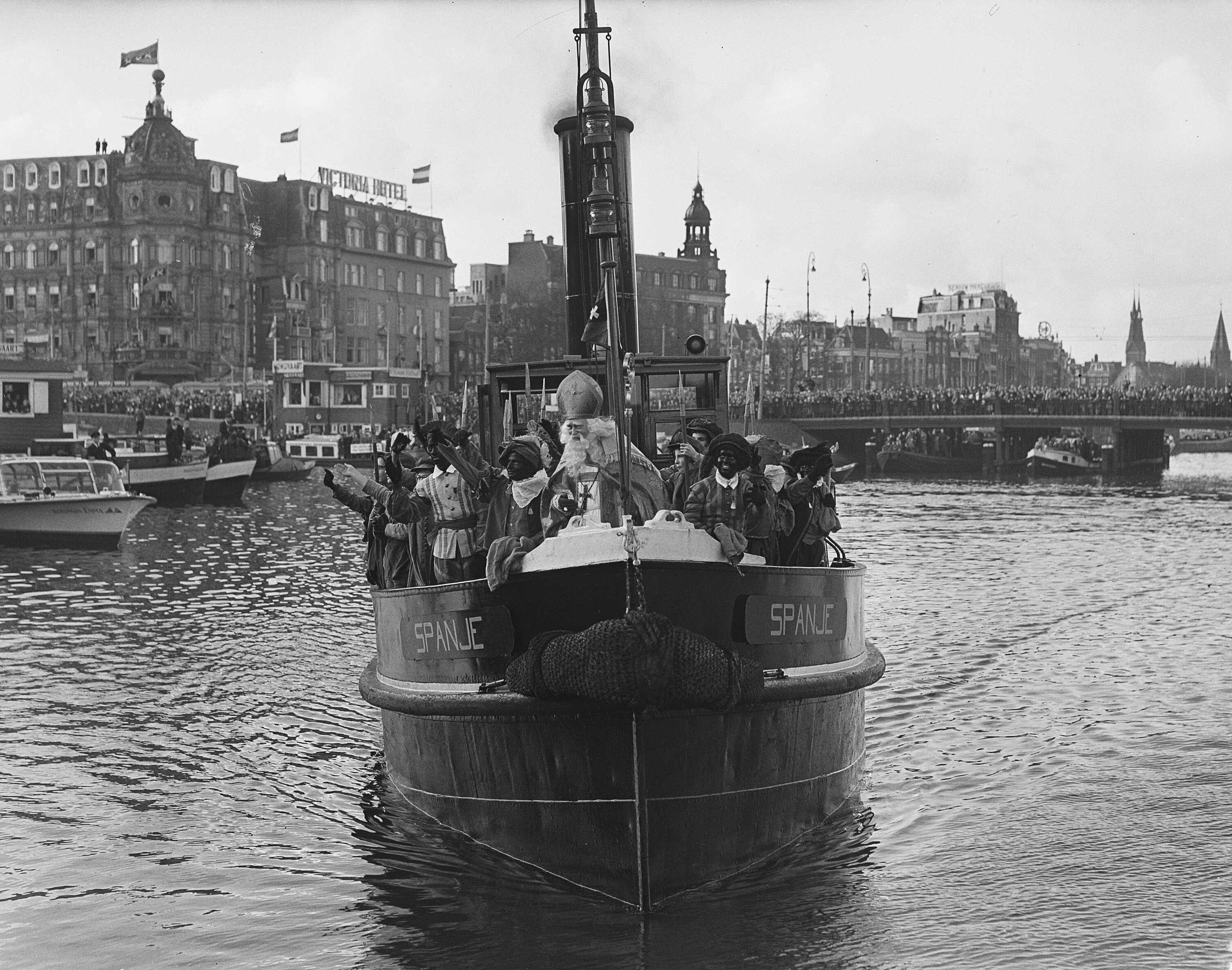
Aankomst met het schip Spanje in 1955.

In Amsterdam werd, vanaf 1952, met de motorboot Spanje aangemeerd. De boot meerde af ter hoogte van de Sint Nicolaaskerk. Vanaf 1964 werden voor de landelijke intocht wisselende boten gebruikt, zoals in 1978 van de stoomboot: Hr.Ms. Zeefakkel A903, tot in 1985 stoomschip de Hydrograaf in dienst werd genomen. Dit schip werd tot 2022 jaarlijks gebruikt als Pakjesboot 12, vanaf dat jaar veranderde zijn naam in De Stoomboot. De naamswijziging werd in de verhaallijn van het Sinterklaasjournaal aangekondigd met dat de 'oude' Pakjesboot 12 gezonken zou zijn en Sinterklaas een nieuw schip zou krijgen.
Omdat de Hydrograaf geen echte stoomboot meer is, maar vaart op een dieselmotor, wordt de rook uit de schoorsteen nagemaakt. Lang gebeurde dit met rookpotten maar sinds 2005 vallen deze onder de Wet wapens en munitie. Om die reden wordt er sindsdien een rookmachine gebruikt.
Sinterklaas heeft niet altijd met de Hydrograaf kunnen aankomen. In de jaren 1993, 2001 en 2012 moesten andere boten worden gebruikt omdat de Hydrograaf de stad niet kon bereiken, bijvoorbeeld door een te lage brug. Zo werd in 1993 de Pakjesboot 13 (de ss Succes) ingezet, gevolgd door de Pakjesboot 14 (de ss Maria C) in 2001 en de Stoomboot 0475 (de Dilles) in 2012. Bij de intocht van 2019 kon Sinterklaas zelfs helemaal niet per boot aankomen, omdat Apeldoorn, waar deze intocht plaatsvond, niet per boot bereikbaar was. Om die reden kwam de goedheiligman dat jaar met een stoomtrein van de VSM aan. In 2022 kwam hij vanwege het "zinken van de stoomboot" per vliegtuig aan op Rotterdam The Hague Airport om daar zijn nieuwe boot in ontvangst te nemen waarmee hij naar Hellevoetsluis voer.

## Presentatie en verslaggeving
| Persoon              | Rol                      | Periode              |
| -------------------- | ------------------------ | -------------------- |
| Mies Bouwman         | Verslaggever             | 1967-1972            |
| Edwin Rutten         | Verslaggever             | 1973, 1984           |
| Rob de Nijs          | Verslaggever             | 1975                 |
| Sonja Barend         | Verslaggever             | 1976                 |
| Wieteke van Dort     | Verslaggever             | 1977, 1979-1980      |
| Koos Postema         | Verslaggever             | 1979                 |
| Henk van Stipriaan   | Verslaggever             | 1981                 |
| Aart Staartjes       | Presentator/verslaggever | 1982-1983, 1985-2001 |
| Dieuwertje Blok      | Presentator              | 2002-2023            |
| Rik Hoogendoorn      | Verslaggever             | 2002-2006            |
| Lot Lohr             | Verslaggever             | 2002                 |
| Aldith Hunkar        | Verslaggever             | 2002                 |
| Jeroen Kramer        | Verslaggever             | 2007-2022            |
| Dolores Leeuwin      | Verslaggever             | 2012-2015            |
| Lex Uiting           | Verslaggever             | 2016                 |
| Charlie Chan Dagelet | Verslaggever             | 2017                 |
| Merel Westrik        | Presentator              | 2024-heden           |
| Rachel Rosier        | Verslaggever             | 2022-2024            |
| Stephanie van Eer    | Verslaggever             | 2025                 |

## Rolverdeling
| Huidige rolverdeling    |                                                     |                                                     |
| Acteur                  | Rol                                                 | Periode                                             |
| Stefan de Walle         | Sinterklaas                                         | 2011-heden                                          |
| Niels van der Laan      | Hoofdpiet                                           | 2018-heden                                          |
| Dick van den Toorn      | Wellespiet                                          | 2004, 2006-2008, 2010-2014, 2016-heden              |
| Marc Nochem             | Boekpiet                                            | 2011, 2016, 2020-heden                              |
| Pim Muda                | Reservepiet/Clowntjespiet/Pietje Pim                | 2011, 2014, 2016, 2020-heden                        |
| John Jones              | Vergeetpiet                                         | 2010, 2012-2013, 2017 (hulpsinterklaas), 2020-heden |
| Joep Onderdelinden      | Luisterpiet                                         | 2013, 2017, 2021-heden                              |
| Owen Schumacher         | Malle Pietje                                        | 2017-heden                                          |
| Han Oldigs              | Piet de Smeerpoets                                  | 2019-heden                                          |
| Leon van der Zanden     | Proefpiet                                           | 2020-heden                                          |
| Mingus Dagelet          | Verdwaalpiet (voorheen Nieuwe Piet)                 | 2018, 2020-heden                                    |
| Julia Akkermans         | Piet                                                | 2021-heden                                          |
| Rosa da Silva           | Chocopiet                                           | 2021-heden                                          |
| Jade Olieberg           | Paardenpiet                                         | 2021-heden                                          |
| Voormalige rolverdeling |                                                     |                                                     |
| Bram van der Vlugt      | Sinterklaas                                         | 1986-2010                                           |
| Adrie van Oorschot      | Sinterklaas                                         | 1965-1985                                           |
| Ben Groenier            | Sinterklaas                                         | 1964                                                |
| Gerard de Klerk         | Sinterklaas                                         | 1963                                                |
| Dick van Bommel         | Sinterklaas                                         | 1960                                                |
| Jan Gajentaan           | Sinterklaas                                         | 1952-1959, 1961-1962                                |
| Erik van Muiswinkel     | Hoofdpiet                                           | 1998-2015                                           |
| Harry Piekema           | Hoofdpiet                                           | 2017                                                |
| Erik de Vogel           | Hoofdpiet                                           | 1994-1997                                           |
| Frits Lambrechts        | Hoofdpiet                                           | 1984-1993                                           |
| Lars Boom               | Hoofdpiet                                           | 1981                                                |
| Will van Selst          | Hoofdpiet                                           | 1976                                                |
| Piet Römer              | Hoofdpiet                                           | 1968-1975, 1977-1980, 1982-1983                     |
| Jaap Maarleveld         | Hoofdpiet                                           | 1965-1967                                           |
| Willem Nijholt          | Hoofdpiet                                           | 1964                                                |
| Michiel Kerbosch        | Wegwijspiet                                         | 1981-2005                                           |
| Maarten Wansink         | Huispiet                                            | 2002-2007, 2009-2018                                |
| Hugo Haenen             | Rijmpiet                                            | 1997                                                |
| Anne Rats               | Paardenpiet Glenn                                   | 2001-2002, 2005                                     |
| Rob Kamphues            | Rare Piet                                           | 2003, 2006-2008, 2010                               |
| Peter Lusse             | Ballonnenpiet                                       | 2008                                                |
| Bob Fosko               | Pietje Precies                                      | 2009, 2011-2012, 2016-2017                          |
| Kasper van Kooten       | Zielepiet                                           | 2009                                                |
| Jochem Myjer            | Pietje Paniek                                       | 2012-2015                                           |
| Valerio Zeno            | Pietje Verliefd                                     | 2012                                                |
| Peter Faber             | Opa Piet                                            | 2014                                                |
| Friso van Vemde         | Clowntjespiet/Pietje Pam                            | 2014, 2016                                          |
| Joost Spijkers          | Clowntjespiet/Pietje Pet                            | 2014, 2016                                          |
| Martijn Hillenius       | Stafpiet                                            | 2016                                                |
| Abbey Hoes              | Zielepiet                                           | 2017                                                |
| Minne Koole             | Piet Snot                                           | 2018                                                |
| Tom van Kessel          | Nieuwe Piet                                         | 2018                                                |
| Sarah Bannier           | Pietje (voorheen Rommelpiet/Nieuwe Piet/Pietje Puk) | 2015-2016, 2018-2019                                |
| Desi van Doeveren       | Oepsiepiet (voorheen Nieuwe Piet)                   | 2018-2019                                           |
| Danny Westerweel        | Hulppiet (voorheen Nieuwe Piet)                     | 2018-2019                                           |
| Frederik Brom           | Paardenpiet                                         | 2019                                                |

## Overzicht van alle landelijke intochten
In onderstaand schema staan de plaatsen waar de Sint vanaf 1952 in Nederland is aangekomen.
| Datum            | Plaats       |
| ---------------- | ------------ |
| 22 november 1952 | Amsterdam    |
| 21 november 1953 | Amsterdam    |
| 20 november 1954 | Amsterdam    |
| 19 november 1955 | Amsterdam    |
| 17 november 1956 | Amsterdam    |
| 16 november 1957 | Amsterdam    |
| 22 november 1958 | Amsterdam    |
| 14 november 1959 | Amsterdam    |
| 16 november 1960 | Rotterdam    |
| 18 november 1961 | Amsterdam    |
| 17 november 1962 | Amsterdam    |
| 16 november 1963 | Amsterdam    |
| 14 november 1964 | Hoorn        |
| 20 november 1965 | Vlissingen   |
| 19 november 1966 | Harlingen    |
| 18 november 1967 | Medemblik    |
| 16 november 1968 | Veere        |
| 15 november 1969 | Enkhuizen    |
| 14 november 1970 | Volendam     |
| 20 november 1971 | Monnickendam |
| 18 november 1972 | Willemstad   |
| 17 november 1973 | Hoorn        |
| 16 november 1974 | Enkhuizen    |
| 15 november 1975 | Vlissingen   |
| 20 november 1976 | Scheveningen |
| 19 november 1977 | Muiden       |
| 18 november 1978 | Medemblik    |
| 17 november 1979 | Rotterdam    |
| 15 november 1980 | Veere        |
| 14 november 1981 | Hindeloopen  |
| 20 november 1982 | Marken       |
| 19 november 1983 | Hoorn        |
| 17 november 1984 | Terschelling |
| 23 november 1985 | Heusden      |
| 22 november 1986 | Zutphen      |
| 21 november 1987 | Schoonhoven  |
| 19 november 1988 | Zierikzee    |

| Datum            | Plaats             |
| ---------------- | ------------------ |
| 18 november 1989 | Gorinchem          |
| 17 november 1990 | Elburg             |
| 23 november 1991 | Hindeloopen        |
| 14 november 1992 | Dordrecht          |
| 20 november 1993 | Ravenstein         |
| 12 november 1994 | Monnickendam       |
| 11 november 1995 | Doesburg           |
| 16 november 1996 | Harlingen          |
| 15 november 1997 | Enkhuizen          |
| 14 november 1998 | Wijk bij Duurstede |
| 13 november 1999 | Hattem             |
| 18 november 2000 | Woudrichem         |
| 17 november 2001 | Maastricht         |
| 16 november 2002 | Zaltbommel         |
| 15 november 2003 | Zwolle             |
| 13 november 2004 | Alkmaar            |
| 12 november 2005 | Sneek              |
| 18 november 2006 | Middelburg         |
| 17 november 2007 | Kampen             |
| 15 november 2008 | Almere             |
| 14 november 2009 | Schiedam           |
| 13 november 2010 | Harderwijk         |
| 12 november 2011 | Dordrecht          |
| 17 november 2012 | Roermond           |
| 16 november 2013 | Groningen          |
| 15 november 2014 | Gouda              |
| 14 november 2015 | Meppel             |
| 12 november 2016 | Maassluis          |
| 18 november 2017 | Dokkum             |
| 17 november 2018 | Zaanstad           |
| 16 november 2019 | Apeldoorn          |
| 14 november 2020 | Paleis Soestdijk   |
| 13 november 2021 | Paleis Soestdijk   |
| 12 november 2022 | Hellevoetsluis     |
| 18 november 2023 | Gorinchem          |
| 16 november 2024 | Vianen             |
| 15 november 2025 | Texel (Oudeschild) |

## Trivia
- In Spanje en andere landen kent men een Driekoningenoptocht; ook deze wordt uitgezonden op televisie. Het gaat om de aankomst van de drie wijzen uit het oosten, begeleid door hun pages die cadeautjes brengen aan de kinderen. Ook hier mogen kinderen brieven schrijven en ze maken hun schoenen schoon. In kuststeden komen de drie wijzen aan met een boot. Deze optocht, elk jaar op 6 januari (driekoningen) vind ook plaats in het centrum van Den Bosch naar de Sint-Janskathedraal.
- In 2019 werd de Pakjesboot 12 gebruikt bij de lokale intocht van Sinterklaas in Hoorn omdat deze niet bij de landelijke Intocht van Sinterklaas in Apeldoorn kon worden gebruikt.
- In het Friese Grouw kent men Sint Piter. Zijn intocht is op de zaterdag voor 21 februari of indien deze daar te dicht bij is, een week eerder. Hij komt net als Sinterklaas per boot aan. Hij vertrekt weer voor 21 februari.